# 10985 Feast
10985 Feast è un asteroide della fascia principale. Scoperto nel 1977, presenta un'orbita caratterizzata da un semiasse maggiore pari a 2,1924600 UA e da un'eccentricità di 0,0517180, inclinata di 5,34019° rispetto all'eclittica.